# 冯记沟乡
冯记沟乡，是中华人民共和国宁夏回族自治区吴忠市盐池县下辖的一个乡镇级行政单位。

## 行政区划
冯记沟乡下辖以下地区：
冯记沟村、丁记掌村、暴记春村、回六庄村、马儿庄村、汪水塘村、平台村和雨强村。